# フロリアン・トリンクス
フロリアン・トリンクス（Florian Trinks, 1992年3月11日 - ）は、ドイツ・ゲーラ出身の元サッカー選手。現役時代のポジションはミッドフィールダー。

## 経歴
2006年からヴェルダー・ブレーメンのユースチームに所属し、2011年にトップチームデビューを果たした。
2013年1月、SpVggグロイター・フュルトへ移籍。
2016年6月21日、フェレンツヴァーロシュTCへ移籍。
2017年6月、ケムニッツFCへ移籍。
2018年8月、1.FCシュヴァインフルト05へ移籍。
2019年、足首の怪我により現役引退を表明した。

## 代表歴
ドイツ代表としてUEFA U-17欧州選手権2009に出場し、決勝のオランダ代表戦では決勝ゴールを決め優勝に貢献した。

## タイトル

### 代表
U-17ドイツ代表
- UEFA U-17欧州選手権 2009